# Carla Frangilli
Carla Frangilli est une archère ivoirienne d'origine italienne, née le 11 octobre 1988. 

## Biographie
C'est en 1996 qu'elle commence à pratiquer le tir à l'arc. Sa carrière internationale débuta en 2002. Elle est sacrée championne d'Afrique de tir à l'arc en 2016 à l'épreuve par équipe mixte. Initialement qualifiée pour les Jeux olympiques de Rio 2016, elle n'est pas retenue pour un problème de passeport.

## Palmarès
- Championne d'Afrique de tir à l'arc par équipe mixte en 2016 à Windhoek en Namibie[4]